# KRTAP5-11
KRTAP5-11 (англ. Keratin associated protein 5-11) – білок, який кодується однойменним геном, розташованим у людей на 11-й хромосомі. Довжина поліпептидного ланцюга білка становить 156 амінокислот, а молекулярна маса — 14 610.
| 10         |  | 20         |  | 30         |  | 40         |  | 50         |
| ---------- |  | ---------- |  | ---------- |  | ---------- |  | ---------- |
| MGCCGCSGGC |  | GSGCGGCGSG |  | SGGCGSGCGG |  | CGSSCCVPIC |  | CCKPVCCCVP |
| ACSCSSCGSC |  | GGSKGGCGSC |  | GSSKGGCGSC |  | GCSQSNCCKP |  | CCSSSGCGSF |
| CCQSSCSKPC |  | CCQSSCCQSS |  | CCKPCCCQSS |  | CCQSSCFKPC |  | CCQSSCCVPV |
| CCQCKI     |  |            |  |            |  |            |  |            |

A: Аланін

C: Цистеїн

F: Фенілаланін

G: Гліцин

I: Ізолейцин

K: Лізин

M: Метіонін

N: Аспарагін

P: Пролін

Q: Глутамін

S: Серин